# Біловол Олександр Миколайович
Білово́л Олекса́ндр Микола́йович (нар. 11 січня 1962, Мурафа) — лікар-кардіолог, український політик, завідувач кафедри клінічної фармакології Харківського національного медичного університету, Народний депутат України 8 скликання з 11.2014, виборчий округ № 180, Харківська область, самовисування. За 53,03 % (13 суперників), Доктор медичних наук, професор, академік АМНУ, член РНБУ (2009).

## Життєпис
Біловол Олександр Миколайович народився в селі Мурафа Краснокутського району Харківської області. 
У 1985 р. закінчив з відзнакою Харківський медичний інститут (ХМІ, нині — Харківський національний медичний університет (ХНМУ)).
Крім диплому про вищу освіту лікаря, має ще дві вищі освіти: у 1996 р. закінчив Національну юридичну академію ім. Ярослава Мудрого та у 1999 р. Національну фармацевтичну академію.
З 1985-1997 працює в Харківському медичному інституті. У 1985 році, після закінчення інституту, навчався в клінічній ординатурі, працював асистентом, доцентом кафедри госпітальної терапії й клінічної фармакології, а згодом — професором кафедри внутрішніх хвороб, ЛФК та спортивної медицини ХДМУ (від 2007 — ХНМУ) .
З жовтня 1997 по липень 2000 був головою Державної акціонерної компанії «Ліки України» .
У 1989 р. захистив кандидатську дисертацію «Характеристика ранніх порушень центральної і периферійної гемодинаміки скорочувальної здатності міокарду за алкогольної кардіоміопатії та її корекція». 
У Харківському державному медичному університеті (ХДМУ) в 1999 р. захистив докторську дисертацію на тему «Клінічні, патогенетичні і терапевтичні аспекти стану нейрогуморальних систем та ендотелію при артеріальній гіпертензії».

## Наукова робота
Наукова діяльність О.М. Біловола пов’язана з дослідження фундаментальної проблеми кардіології — визначенням та оцінкою тонких нейрогуморальних та геодинамічних механізмів при артеріальній гіпертензії з упровадженням результатів роботи в практику охорони здоров’я України, що має велике значення для ранньої діагностики, профілактики та лікування цієї патології.
Одним з перших у світовій практиці він обґрунтував необхідність використання при артеріальній гіпертензії лікувальних засобів, дія яких спрямована на нормалізацію гуморальноендотеліальних взаємодій, що є новим і пріоритетним напрямком у лікуванні артеріальної гіпертензії . 
О.М. Біловол є членом редакційних рад журналів «Медицина сьогодні і завтра», «Експериментальна і клінічна медицина», «Врачебная практика», «Український терапевтичний журнал» . 
Автор 210 наукових праць, серед них: монографій — 4, підручників — 4, навчальних посібників — 10, довідників — 4, патентів на винахід — 5.
З 2003 р. — голова спеціалізованої вченої ради Д 64.600.04 ім. акад. Л.Т. Малої із захисту докторських (кандидатських) дисертацій при ХНМУ .
У 2007 р. очолив Наглядову раду ХНМУ та обрано Почесним професором ХНМУ . 

## Депутатська та громадянська діяльність
У 2000 р. був обраний народним депутатом України 3 скликання 06.2000-04.02, виборчий округ № 99, Кіровоградська область. На час виборів: голова правління ДАК «Ліки України». Член групи «Відродження регіонів» (07.2000-04.2001), член фракції Партії «Демократичний союз» (з 04.2001). Член постійної делегації ВР України в ПАРЄ.
У 2002 році був призначений народним депутатом України 4 скликання 04.2002 — 04.2006, виборчий округ № 100, Кіровоградська область, висунутий Виборчим блоком політичних партій «Демократична партія України» — партія «Демократичний союз». За 57,14 %, 12 суперників. На час виборів: народний депутат України, член партії «Демократичний союз». Член фракції «Єдина Україна» (05.-10.2002), позафракційний (01.-15.10.2002), член фракції СДПУ(О) (10.2002-02.2003), позафракційний (02.2003-12.2005), член фракції НП (з 12.2005). Член Комітету з питань охорони здоров'я, материнства та дитинства (з 06.2002).
Народний депутат України 7 скликання. Одномандатний виборчий округ № 180 (Харківська область). Отримав перемогу набравши 55,32 % голосів виборців.
Народний депутат України 8 скликання з 11.2014, виборчий округ № 180, Харківська область, самовисування. За 53,03 %, 13 суперників.
Був головою партії «Демократичний союз» (з липня 2004).
З лютого 2007 по березень 2008 працював на посаді першого заступника Міністра охорони здоров'я України . У березні 2009 призначений першим заступником міністра охорони здоров’я України — головний державний санітарний лікар України . Виконував обов’язки першого заступника Міністра охорони здоров’я України до березня 2010 року. 
О.М. Біловол — член Комітету. ВР з питань охорони здоров’я, материнства та дитинства, член постійної делегації ВР України в Парламентській асамблеї Ради Європи у Страсбурзі .

## Сім'я
Мати Параска Мусіївна (1940) — пенсіонерка; дружина Тетяна Володимирівна (1963); сини Дмитро (1983) і Олександр (1989).

## Нагороди, відзнаки, почесні звання
- Заслужений лікар України (2000)[15],
- Орден «За заслуги» III ступеня (2002),
- Заслужений діяч науки і техніки України (2004),
- Почесна грамота Кабінету Міністрів України (2004)[16],
- Почесна грамота Верховної Ради України (2005),
- Орден «За заслуги» II ступеня (2007)[17],
- Почесний професор Тернопільського державного медичного університету імені І. Я. Горбачевського[18]
- Почесний громадянин Харківської області (2016)[19].

## Захоплення
Книги, футбол, теніс.